# Феклистовка
Феклистовка (каз. Феклистовка) — село в Зыряновском районе Восточно-Казахстанской области Казахстана. Административный центр Северного сельского округа. Код КАТО — 634853100.

## Население
В 1999 году население села составляло 708 человек (341 мужчина и 367 женщин). По данным переписи 2009 года, в селе проживали 403 человека (209 мужчин и 194 женщины).

## Географическое положение
Находится в 45 км к востоку от Усть-Каменогорска и в 140 км к западу от Зыряновска. 

## История
Феклистовка была заложена в 1763 году как казачий редут Иртышской линии между Усть-Каменогорской и Бухтарминской крепостями.
В настоящее время в Феклистовке имеется казахско-русская средняя школа, библиотека, фельдшерско-акушерский пункт, почтовое отделение. Феклистовка — центр Северного сельского округа.
На личном подворье крестьяне выращивают свиней, КРС, птицу, овец и коз.

## Уроженцы
- А. В. Сумин — участник Великой Отечественной войны, Герой Советского Союза.